# Свистунов, Пётр Николаевич

Герб Свистуновых.

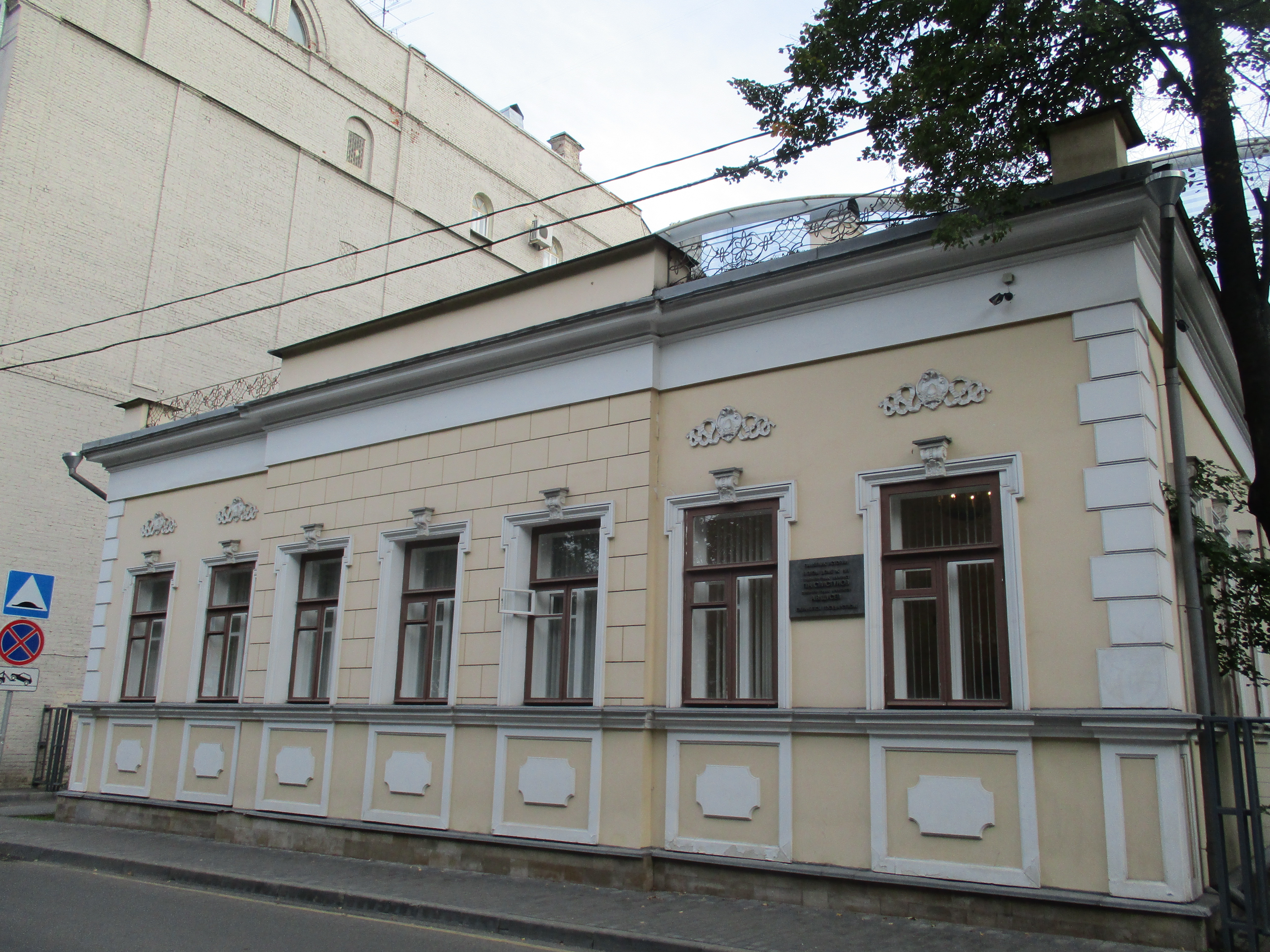
Дом декабриста Свистунова, г. Москва, Гагаринский переулок, 25.

Пётр Николаевич Свистунов (27 июля [8 августа] 1803, Санкт-Петербург — 15 [27] февраля 1889, Москва) — корнет лейб-гвардейского Кавалергардского полка, декабрист, губернский секретарь, мемуарист.

## Биография
Пётр Николаевич Свистунов родился 27 июля (8 августа) 1803 года в городе Санкт-Петербурге. Был старшим сыном в семье камергера Николая Петровича Свистунова (1770—1815), мать — Мария Алексеевна, урождённая Ржевская (ум. 1866 в Париже). Кроме младшего сына, Алексея, ставшего действительным тайным советником, в семье родились ещё четыре дочери. За семьёй было до 5 тысяч душ в разных губерниях и каменный дом в Санкт-Петербурге.
Воспитывался Пётр сначала в иезуитском пансионе (Пансион Николя) и пансионе барона Шабо, затем в Пажеском корпусе; 20 апреля (2 мая)  1823 года был выпущен из камер-пажей корнетом в Кавалергардский полк. Служил ремонтёром полка — занимался закупкой лошадей для полка.
Любил музыку, играл на фортепиано и виолончели, был одним из лучших исполнителей начала XIX века в России и нередко играл соло, а также в дуэте с Виельгорским или А. А. Алябьевым на музыкальных вечерах Римских-Корсаковых в начале 1820-х годов.
Состоял членом петербургской ячейки Южного общества, в которое зимой 1823 года был принят корнетом Ф. Ф. Вадковским. Знал о намерении общества истребовать от царя конституции. На собрании весной 1824 года П. И. Пестель рассказал о планах введения республиканского правления как в США. Вместе с членом Южного общества князем Александром Петровичем Барятинским участвовал в деятельности Северного общества. Слышал о намерении истребить членов императорской фамилии и соглашался с этим преступным намерением. Весной 1824 года принял в общество поручика Ивана Александровича Анненкова, затем принял Александра Семёновича Горожанского, Добринского, Александра Семёновича Гангеблова, корнета Дмитрия Александровича Арцыбашева штабс-капитана Николая Петровича Репина и корнета Николая Александровича Васильчикова. В мае 1825 года получил 4-месячный отпуск для лечения на Кавказе, где встречался с членом Южного общества Александром Викторовичем Поджио.
13 (25) декабря 1825 года в 6-м часу пополудни выехал из Санкт-Петербурга в Москву вместе с Ипполитом Ивановичем Муравьёвым-Апостолом, перед отъездом видел некоторых членов общества из числа кавалергардских офицеров. Они уговаривали Свистунова остаться и участвовать в восстании, а он убеждал их не участвовать. Князь Сергей Петрович Трубецкой дал Свистунову письмо для генерал-майора Михаила Фёдоровича Орлова и просил Свистунова встретиться с Семёновым. Свистунов прибыл в Москву 17 (29) декабря 1825 года в 10-м часу вечера. Узнав о поражении восстания, он прочитал и сжёг письмо, а к Семёнову не ходил.
Приказ об его аресте отдан 19 (31) декабря 1825 года. В этот же день произведён обыск на санкт-петербургской квартире Свистунова, не принесший никаких результатов, по словам слуг Свистунов все бумаги собрал и увёз с собой в Москву. Арестован в Москве в ночь на 21 декабря 1825 года (2 января 1826 года), после чего 23 декабря 1825 года (4 января 1826 года) доставлен Санкт-Петербург, где сразу дал признательные показания. Посажен в Петропавловскую крепость («посадить в Алексеевский равелин, дав бумагу и содержа строго, но снабжая всем, что пожелает, то есть чаем»), но по неимению мест в доме Алексеевского равелина, был заключен в «арестантский покой» № 1 офицерского дома. В июне 1826 года пытался покончить жизнь самоубийством.
Комендант Петропавловской крепости генерал А. Я. Сукин сообщал в рапорте от 17 июня 1826 года, что накануне «прикомандированный к крепости подпоручик Фролов, для освежения воздухом, арестанта Кавалергард[ского]  пол[ка] корнета Систунова вёл по берму вдоль стены от бастиона императрицы Екатерины 1-й к [бастиону] Трубецкого. Свистунов, подходя к тому бастиону, побежал в реку; но как в сём месте на довольное расстояние от берега весьма мелко, то Фролов с фейерверкером Федотовым удобно могли его поймать и отвели в каземат». В тот же день Свистунов с намерением «прекратить жизнь свою» съел обломок оконного стекла, разбившегося от вечерней пушечной пальбы.
Л. Н. Толстой, собирая материалы к задуманному сочинению о декабристах, 8 марта 1978 года посетил Петропавловскую крепость и написал П. Н. Свистунову о своих впечатлениях:
 
«Многоуважаемый Петр Николаевич!

...Я был в Петропавловск[ой] крепости, и там мне рассказывали, что один из преступников бросился в Неву и потом ел стекло. Не могу выразить того странного и сильного чувства, которое я испытал, зная, что это были вы. Подобное же чувство я испытал там же, когда мне принесли кандалы ручные и ножные 25-го года. —

Истинно и глубоко уважающий вас гр. Л. Толстой».
Толстой Л. Н. Собрание сочинений в 22 томах. Т. 17 – М.: Художественная литература, 1984. – С. 830-831
Осужден по II разряду и по конфирмации 10 (22) июля 1826 года приговорен в каторжную работу на 20 лет, 22 августа (3 сентября)  1826 года срок сокращен до 15 лет. 18 (30) января 1827 года отправлен из Петропавловской крепости в Сибирь (приметы: рост 2 аршина 6 вершков, «лицо белое, продолговатое, глаза серые, нос большой с маленькою горбинкою, волосы на голове и бровях светлорусые, на левой стороне шеи родимое небольшое пятнышко»). Так как Свистунов был очень богат, его везли на каторгу собственные лошади. Родными была куплена теплая, обитая внутри мехом кибитка, шуба, бархатные сапоги. 3000 рублей дали ему в дорогу и он разделил их с товарищами. На протяжении всей сибирской ссылки Свистунов не раз оказывал материальную и моральную поддержку товарищам-декабристам, посильно помогая также и окружавшим его местным жителям.
3 (15) марта 1827 года доставлен в Читинский острог. В сентябре 1830 года прибыл в Петровский завод. 8 (20) ноября 1832 года срок сокращен до 10 лет. Руководил декабристским квартетом, возглавлял хор ссыльных. В 1835 году переведён в Минусинский острог.
По указу от 14 (26) декабря 1835 года обращен на поселение в с. Идинское (Каменку) Иркутской губернии.
По ходатайству мужа сестры генерал-майора графа Александра Антоновича де Бальмена 17 (29) августа 1837 года разрешено перевести в г. Курган Курганского округа Тобольской губернии, 4 (16) декабря 1837 года отправлен туда, прибыл 21 января (2 февраля)  1838 года, купил в Кургане дом (за 3320 рублей), принадлежавший декабристу М. А. Назимову. В Кургане Свистунов много внимания уделял ботаническим экскурсиям, составлял гербарий. Читал книги, которые получал от родных, занимался музыкой, прекрасно играл на виолончели, пел, сам сочинял. Проявлял внимание и любовь к школьному делу, дарил Курганскому уездному училищу книги, журналы, атласы.
30 сентября (12 октября)  1841 года по просьбе брата, А. Н. Свистунова, разрешено вступить на службу в одно из присутственных мест г. Тобольска, 23 ноября (5 декабря)  1841 года определен канцелярским служителем в тобольское общее губернское управление, сверх того, был письмоводителем тобольского губернского административно-статистического комитета с 27 октября (8 ноября)  1844 года по 21 января (2 февраля)  1847 года. Организовал в Тобольске оркестр и струнный квартет, был регентом хора, заведовал оркестром и считался выдающимся виолончелистом.
В 1842 году Пётр Николаевич приезжал на несколько дней в Курган, чтобы обвенчаться с 16-летней девицей Татьяной Александровной Неугодниковой, приёмной дочерью бывшего курганского земского исправника, надворного советника А. И. Дуранова.
11 (23) октября 1847 года прикомандирован для письмоводства в Комитет для рассмотрения проекта законов для бродячих и кочевых инородцев Тобольской губернии. 17 (29) марта 1849 года за отличие по высочайшему повелению произведен в коллежские регистраторы, а затем по выслуге лет в губернские секретари. В январе 1850 года в Тобольске встречался со следовавшим на каторгу Ф. М. Достоевским. По манифесту об амнистии 26 августа (7 сентября)  1856 года ему и детям, рожденным после приговора, дарованы права потомственного дворянства.
10 (22) марта 1857 года прибыл с семьёй в Москву, 16 (28) марта 1857 года выехал в Калугу, 1 (13) апреля 1857 года высочайше разрешено выехать за границу на 6 недель для свидания с матерью, с высочайшего разрешения (15 (27) ноября 1857 года) получил от своего брата, А. Н. Свистунова, часть отцовского наследства — имение в Лихвинском и Козельском уездах Калужской губернии при с. Салтановском с деревнями и в с. Мишневе и д. Алешне (733 ревизские души). В 1859 году избран в члены Калужского губернского комитета по устройству быта помещичьих крестьян. 27 мая (8 июня)  1860 года разрешено пребывание в столицах, но под надзором, состоял членом от правительства в Калужском по крестьянским делам присутствии, вице-президент губернского статистического комитета, преподавал французскую литературу в калужской женской гимназии (1862).

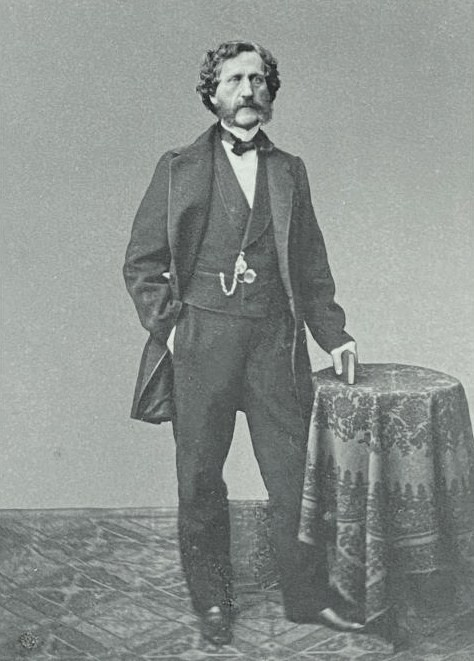
Пётр Николаевич Свистунов

С марта 1863 года жил в Москве. В 1867 году купил дом у вдовы коллежского советника М. Киндяковой (Дом декабриста Свистунова, г. Москва, Гагаринский переулок, 25). В 1878 году у него в гостях был Лев Николаевич Толстой, с которым они впоследствии переписывались (известны четыре письма Л. Н. Толстого к П. Н. Свистунову и четыре — П. Н. Свистунова к Л. Н. Толстому за период с марта 1878 по ноябрь 1881 года). Племянница Свистунова Е. Н. Головинская, передавшая в Отдел рукописей Библиотеки имени В. И. Ленина его архив, вспоминала: «Петр Николаевич много читал, всегда был занят в своем кабинете. По вечерам играл на виолончели под аккомпанемент рояля. Аккомпанировала ему дочь Кити или Маделен. Иногда приходили друзья, музыканты, кто со скрипкой, кто с флейтой и устраивались трио, квартеты…». К 1881 году продал свой особняк и жил в доме по адресу: Большой Афанасьевский переулок, 25. Последние его годы прошли в доме на Каланчёвской улице (угол Грохольского переулка), бывшем алымовском владении (Алымовы — родственники со стороны бабушки), ныне не существующем.
Пётр Николаевич Свистунов умер 15 (27) февраля 1889 года в Москве. Похоронен в Ново-Алексеевском монастыре (в 1929 году прах был перенесён в некрополь Донского монастыря; памятник на новом месте захоронения был установлен Моссоветом в 1951 году).

## Семья
Свистуновы — дворянский род, ведущий начало от Салтана Свистуна, въехавшего из Золотой Орды в Польшу, а оттуда в Россию, вместе с сыном Истомой Салтановичем Свистуновым, который принял православную веру. У Истомы внук Сила Богданович, у него внук Яков Иванович, у него внук Степан Васильевич (ум. 1746), комиссар в Пскове.
- Дед — Пётр Семёнович Свистунов (1732—1808), генерал-аншеф, внук Степана Васильевича Свистунова.
- Отец — Николай Петрович Свистунов (1770—1815), камергер.
- Мать — Мария Алексеевна Свистунова (1778—1866), фрейлина.
- Дед — Алексей Андреевич Ржевский (1737—1804), действительный тайный советник, сенатор, вице-директор Петербургской Академии Наук, президент Медицинской коллегии, поэт; потомок князя Рюрика в XXIX поколении.
- Дядя — Александр Алексеевич Ржевский
- Дядя — Павел Алексеевич Ржевский (1784—1852), полковник, командир Нижегородского пехотного полка, действительный статский советник.
- Дядя —  Константин Алексеевич Ржевский
- Сестра — Глафира Николаевна (1801 — после 1848), вторая жена генерал-майора графа Александра Антоновича де Бальмена (1777—1848).
- Сестра — Александра Николаевна (1802—1891), замужем за генеральным французским консулом в России бароном Жаном Гальц де Мальвирад (ум. 1843).
- Брат — Алексей Николаевич Свистунов (1808—1872), действительный тайный советник, был женат на фрейлине графини Надежде Львовне Соллогуб (1815—1903).
- Сестра — Аглая Николаевна
- Сестра — Варвара Николаевна, в 1831 году вышла замуж за графа де Жуаннис.

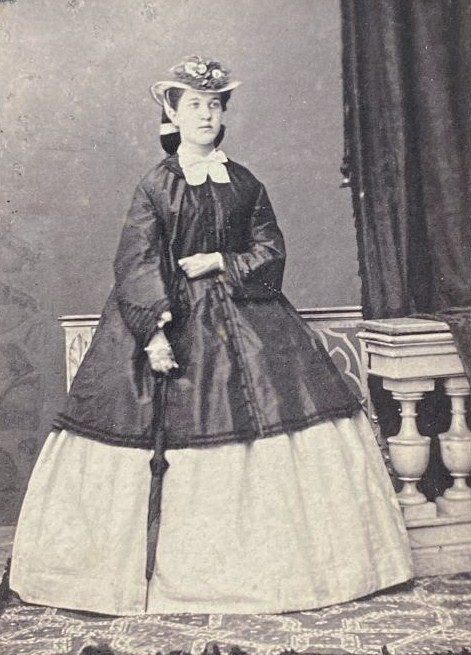
Магдалина Свистунова

Жена (с  25 января [6 февраля]  1842 года) — Татьяна Александровна Неугодникова (ок. 1826—1875), приемная дочь смотрителя курганского уездного училища надворного советника Александра Ивановича Дуранова, её отец курганский квартальный надзиратель Степан Елисеевич Неугодников. Дети:
- Мария (Магдалина) (род. 11 [23] июня 1848 года), музыкант, ученица Н. Д. Кашкина, брала в Будапеште уроки у Ференца Листа
- Николай (род. и ум. 1850)
- Иван (род. 3 [15] октября 1851 года)
- Екатерина (17 [29] мая 1853 года—1878), в замужестве Масленникова
- Варвара (род. 1867)

## Образ в кино
- «Союз спасения» — актёр Тихон Жизневский